# 방전깊이
방전깊이(放電-, Depth of discharge, DOD)는 전지의 잔존용량(State of charge, SOC)을 표현하는 다른 방법이다. 방전깊이는 잔존용량과 반대 개념인데, 방전깊이가 증가할수록 잔존용량은 감소한다. 잔존용량이 전지 용량이 가득찼을 때를 100%, 용량이 다했을 때를 0%로 백분율 수치를 이용하여 표현하는 데 비하여 방전깊이는 암페어 시(Ah)와 백분율 수치의 두 가지 표현 방법을 사용할 수 있다. 예를 들어 용량이 50Ah인 전지의 방전깊이를 암페어시로 표현할 경우에는 방전깊이가 0Ah이면 전지가 방전되지 않은 상태(잔존용량이 100%인 상태)를 말하며, 방전깊이가 50Ah이면 전지가 완전히 방전된 상태(잔존용량이 0%인 상태)를 말하게 된다. 또 어떤 전지의 방전깊이를 백분율로 표현할 경우에는 방전깊이가 0%이면 잔존용량이 100%, 방전깊이가 100%이면 잔존용량이 0%인 상태를 말하게 된다.
일반적으로 전지를 표시된 용량만큼 사용한 뒤에도 약간 더 사용할 수 있기 때문에, 방전깊이는 100%를 넘어설 수 있다. 그러한 상황을 잔존용량으로는 표현할 수 없기 때문에, 방전깊이를 사용하여 나타내어야만 한다.

## 같이 보기
- 잔존용량
- 이차 전지